# Aardbeving Midden-Italië augustus 2016
Op 24 augustus 2016 om 03.36 uur werd Italië getroffen door een aardbeving met een momentmagnitude van 6,2 en op een diepte van 10,0 kilometer. Het epicentrum lag in frazione Maltignano, nabij het plaatsje Norcia in Midden-Italië. De beving werd gevoeld van Bologna in het noorden tot Napels in het zuiden. Het was de zwaarste aardbeving in Italië sinds de aardbeving van 2009 in L'Aquila die 295 levens kostte.
Italië kondigde op 26 augustus 2016 de noodtoestand voor de getroffen regio af. Zaterdag 27 augustus was een dag van nationale rouw.

## Tektonische achtergrond
De beving in Midden-Italië was het gevolg van een afschuiving van een noordwest-zuidoost georiënteerde structuur in de centrale Apennijnen, een bergrug, die van de Golf van Tarente in het zuiden tot in de Povlakte in het noorden van Italië loopt. Vanuit geologisch oogpunt stelt de Apennijnen een accretiewig als gevolg van een subductie voor. De regio is tektonisch en geologisch zeer complex. Zij omvat de subductie van de Adriatische Plaat onder de Apennijnen van het oosten naar het westen, de botsing van continenten tussen de Euraziatische Plaat en de Afrikaanse Plaat in het noorden, en de opening van het Tyrreense Bekken in het westen.
De nauwe relatie tussen deze geologische structuren komt tot uitdrukking in de regelmatig plaatsvindende bevingen in de Apennijnen en de omgeving van de Middellandse Zee. Ook de beving van Maltignano werd daardoor veroorzaakt; het Tyrreense Bekken opent zich sneller zodra de samendrukking tussen de Euraziatische en de Afrikaanse Plaat voortgaat.

## Slachtoffers
| Nationaliteit       | Doden | Gewonden |
| ------------------- | ----- | -------- |
| Italië              | 275   | 376      |
| Roemenië            | 10    | 5        |
| Verenigd Koninkrijk | 3     | 2        |
| Albanië             | 1     | 7        |
| Canada              | 1     | 1        |
| El Salvador         | 1     | 1        |
| Spanje              | 1     | -        |
| Tezamen:            | 291   | 392      |

Er vielen ten minste 293 doden en ca. 388 gewonden. De meeste doden vielen in de provincies Rieti en in Ascoli Piceno.
Ruim 230 van de doden vielen in Amatrice, 11 in Accumoli en 49 in Arquata del Tronto. In het gehucht Casale werden 15 slachtoffers geborgen. 238 mensen werden uit de overblijfselen van de ingestorte gebouwen gered.
Ongeveer 2500 mensen werden als gevolg van de beving dakloos. Ca. 2100 hiervan brachten de daaropvolgende dagen door in tentenkampen.
Autoriteiten in de regio bevestigden dat er zestien buitenlandse slachtoffers als gevolg van de beving overleden waren.

## Materiële schade
Enkele dorpen werden gedeeltelijk weggevaagd, waaronder Amatrice, Accumoli, Posta, Arquata del Tronto en Pescara del Tronto. Het ziekenhuis van Amatrice werd ontruimd.
De minister van Cultuur zei dat zeker 293 cultuurhistorische bouwwerken waren ingestort of zwaar beschadigd, waaronder veel kerken. Ook de kerk van Amatrice, die in 1428 was gebouwd door Augustijnen en gewijd was aan Sint-Nicolaas van Bari, werd grotendeels verwoest. Alleen de kerktoren stond nog overeind en bleef het exacte tijdstip van de beving aangeven, doordat de wijzers op dat moment waren stilgevallen.
Ook de monniken van de Abdij van Norcia verkozen hun oude klooster, dat verwoest werd, te verlaten, en kozen voor een nieuwe abdij te bouwen buiten het centrum.
Met een drone werden opnames gemaakt in Pescara del Tronto waaruit de omvang van de schade duidelijk werd.
Hoewel het epicentrum bij het plaatsje Norcia werd gemeten en gebouwen er flink beschadigd waren, vielen uitgerekend op deze plek geen doden. De woningen daar waren wel volgens de veiligheidsvoorschriften gebouwd of gerenoveerd.

## Naschokken
| Er werden in totaal zeker 1300 naschokken geregistreerd, waarvan de zwaarste 5,5 Mw. Om 13:50 uur GMT+2 werd een nieuwe beving geregistreerd. Deze had een kracht van 5,1 op de schaal van Richter en het epicentrum lag 69 km ten zuidoosten van Perugia. De noodhulp kwam snel op gang. Er werden tentenkampen opgezet om de inwoners, die dakloos waren geworden, op te vangen. Anderen brachten de nacht in hun auto door. Op 25 augustus werd om 5:25 uur GMT+2 weer een nieuwe naschok geregistreerd. Deze had een kracht van 4,5 op de schaal van Richter. De naschokken in de periode 24-26 augustus van 4,0 en hoger worden in de volgende tabel hiernaast weergegeven: |

| Datum            | Lokale tijd (CEST/MET) | moment magnitude | Diepte Hypocentrum | Epicentrum         | Epicentrum   | Epicentrum  |
| Datum            | Lokale tijd (CEST/MET) | moment magnitude | Diepte Hypocentrum | Gemeente           | Breedtegraad | Lengtegraad |
| ---------------- | ---------------------- | ---------------- | ------------------ | ------------------ | ------------ | ----------- |
| 24 augustus 2016 | 03:36:32               | 6,2              | 10 km              | Norcia             | 42,71        | 13,17       |
| 24 augustus 2016 | 03:56:02               | 4,6              | 10 km              | Amatrice           | 42,61        | 13,28       |
| 24 augustus 2016 | 04:33:29               | 5,5              | 10 km              | Norcia             | 42,79        | 13,15       |
| 24 augustus 2016 | 04:59:35               | 4,3              | 9 km               | Norcia             | 42,80        | 13,14       |
| 24 augustus 2016 | 05:40:11               | 4,3              | 10,7 km            | Amatrice           | 42,62        | 13,25       |
| 24 augustus 2016 | 06:06:53               | 4,4              | 10 km              | Cascia             | 42,75        | 13,03       |
| 24 augustus 2016 | 13:50:31               | 4,9              | 10 km              | Visso              | 42,87        | 13,11       |
| 24 augustus 2016 | 13:50:57               | 4,1              | 8 km               | Arquata del Tronto | 42,82        | 13,15       |
| 24 augustus 2016 | 19:46:09               | 4,6              | 10 km              | Arquata del Tronto | 42,72        | 13,19       |
| 25 augustus 2016 | 01:22:06               | 4,1              | 7,3 km             | Maltignano         | 42,67        | 13,14       |
| 25 augustus 2016 | 05:17:16               | 4,7              | 10 km              | Norcia             | 42,78        | 13,18       |
| 25 augustus 2016 | 05:36:07               | 4,3              | 10 km              | Maltignano         | 42,65        | 13,16       |
| 26 augustus 2016 | 06:28:27               | 4,7              | 10 km              | Amatrice           | 42,66        | 13,25       |
| 27 augustus 2016 | 04:50:59               | 4,2              | 12,2 km            | Norcia             | 42,83        | 13,15       |
| 28 augustus 2016 | 15:07:34               | 4,3              | 11,7 km            | Amatrice           | 42,66        | 13,24       |
| 28 augustus 2016 | 17:55:36               | 4,6              | 5,7 km             | Norcia             | 42,78        | 13,15       |
| 29 augustus 2016 | 18:42:02               | 4,3              | 10 km              | Visso              | 42,86        | 13,03       |

## Getroffen plaatsen
De steden Amatrice en Arquata del Tronto zijn grotendeels verwoest.
Onderstaande plaatsen met zwaarte van de bevingen volgens de schaal van Mercalli (inclusief inwoners):
| Zwaarte                      | Plaats                    | Inwoners |
| Zware schade (graad 8)       | Maltignano                | 2.470    |
| Zware schade                 | Cascia                    | 3.277    |
| Zware schade                 | Arquata del Tronto        | 1.426    |
| Zware schade                 | Preci                     | 789      |
| Zware schade                 | Accumoli                  | 710      |
| Zware schade                 | Castelsantangelo sul Nera | 357      |
| Zware schade                 | Visso                     | 1.215    |
| Zware schade                 | Amatrice                  | 2.781    |
| Zware schade                 | Fluminata                 | <1.000   |
| Behoorlijke schade (graad 7) | Balzo                     | <1.000   |
| Behoorlijke schade           | Montereale                | 2.826    |
| Behoorlijke schade           | Cittareale                | 460      |
| Behoorlijke schade           | Acquasanta Terme          | 3.302    |
| Behoorlijke schade           | Montemonaco               | 660      |
| Behoorlijke schade           | Posta                     | 819      |
| Behoorlijke schade           | Valle e Castello          | <1.000   |
| Behoorlijke schade           | Foligno                   | 57.146   |
| Behoorlijke schade           | Monteleone di Spoleto     | 651      |
| Behoorlijke schade           | Borbona                   | 694      |
| Behoorlijke schade           | Bevagna                   | 5.013    |
| Behoorlijke schade           | Pieve Torina              | 1.395    |
| Behoorlijke schade           | Trevi                     | 8.007    |

| Zwaarte            | Plaats                 | Inwoners |
| Behoorlijke schade | Cerreto di Spoleto     | 1.153    |
| Behoorlijke schade | Poggiodomo             | 132      |
| Behoorlijke schade | Campotosto             | 742      |
| Behoorlijke schade | Imposte                | <1.000   |
| Behoorlijke schade | Leonessa               | 2.658    |
| Behoorlijke schade | Bolognola              | 152      |
| Behoorlijke schade | Capitignano            | 680      |
| Behoorlijke schade | Pie del Colle          | <1.000   |
| Behoorlijke schade | Trebbio                | <1.000   |
| Behoorlijke schade | Pievebovigliana        | 885      |
| Behoorlijke schade | Sarnano                | 3.389    |
| Behoorlijke schade | Crognaleto             | 1.569    |
| Behoorlijke schade | Cagnano Amiterno       | 1.459    |
| Behoorlijke schade | Falerone               | 3.333    |
| Behoorlijke schade | Belmonte Piceno        | 640      |
| Behoorlijke schade | Monte San Martino      | 821      |
| Behoorlijke schade | Penna San Giovanni     | 1.239    |
| Behoorlijke schade | Campello sul Clitunno  | 2.415    |
| Behoorlijke schade | Monsampietro Morico    | 732      |
| Behoorlijke schade | Camerino               | 7.130    |
| Behoorlijke schade | Servigliano            | 2.349    |
| Behoorlijke schade | Montappone             | 1.780    |
| Behoorlijke schade | Sant'Angelo in Pontano | 1.516    |

| Zwaarte            | Plaats               | Inwoners |
| Behoorlijke schade | Monteleone di Fermo  | 449      |
| Behoorlijke schade | Grottazzolina        | 3.246    |
| Behoorlijke schade | Montefortino         | 1.312    |
| Behoorlijke schade | Gagliole             | 632      |
| Behoorlijke schade | Treia                | 9.606    |
| Behoorlijke schade | Pie del Sasso        | <1.000   |
| Behoorlijke schade | Monte Vidon Corrado  | 809      |
| Behoorlijke schade | Valle Castellana     | 1.182    |
| Behoorlijke schade | Caldarola            | 1.789    |
| Behoorlijke schade | Montefalco           | 5.686    |
| Behoorlijke schade | Belforte del Chienti | 1.660    |
| Behoorlijke schade | Montottone           | 1.062    |
| Behoorlijke schade | Rieti                | 41.500   |
| Behoorlijke schade | Antrodoco            | 2.820    |
| Behoorlijke schade | Marsia               | <1.000   |
| Behoorlijke schade | Cannara              | 4.083    |
| Behoorlijke schade | Cortino              | 775      |
| Behoorlijke schade | Amandola             | 3.948    |
| Behoorlijke schade | Gualdo               | 924      |
| Behoorlijke schade | Comunanza            | 3.176    |
| Behoorlijke schade | Torricella Sicura    | 2.703    |
| Behoorlijke schade | Civitanova Marche    | 41.484   |
| Behoorlijke schade | Ripe San Ginesio     | 817      |

| - Straatje in Amatrice in 2008 - Amatrice na de aardbeving - Hulpgoederen in Rieti |

## Maatregelen
De Italiaanse premier Matteo Renzi verklaarde dat er 50 miljoen euro zou worden uitgetrokken voor de heropbouw. De wederopbouw zou miljarden euro's gaan kosten en vele jaren in beslag nemen. Alleen al de kosten voor het aardbevingsbestendig maken van alle gebouwen werden beraamd op zo'n 36 miljard euro. De Italiaanse regering vroeg de EU om flexibiliteit voor de komende begroting.
De Italiaanse autoriteiten maakten enkele dagen na de aardbeving bekend dat er voor degenen die hun huis hadden verloren en nu in tenten moesten verblijven binnenkort  houten chaletjes zouden worden gebouwd. Dit zou gebeuren onder leiding van de architect Renzo Piano.